# エスペラント文学
エスペラント文学（エスペラントぶんがく、エスペラント語:Esperanta literaturo）とは、エスペラントで書かれた文学作品のことを指す。エスペラントについて他の言語で書かれた文学を含む場合もあるが、本稿ではエスペラントで書かれた文学のみを扱う。エスペラントが国際補助語であるという性格上、翻訳文学が重要な位置を占めるが、はじめからエスペラントで創作されたエスペラント原作文学もある。
エスペラント文学はエスペラントが草案者ルドヴィコ・ザメンホフによって発表される前から始まった。ザメンホフは詩や散文をエスペラントに翻訳し、エスペラントの文法の問題点を洗い出し、表現力を高めていった。そして幾つかの翻訳と短いオリジナルの詩をエスペラントの最初の教科書Unua Libroに付けた。
他の初期のエスペランティストも詩作や翻訳などをした。アントニ・グラボフスキはプーシキンの『吹雪』や、ゲーテの『兄弟たち』を訳した。カジミエシュ・バイン(カーベ)はグリム兄弟の民話集やボレスワフ・プルスの歴史小説『ファラオ』などを訳した。
ヘンリー・ヴァリエンヌはエスペラント初の長編小説、『プレロンゴ城』と『彼か?』を著した。
最初の20年ぐらいの作品は一握りの詩作を除き、エスペラント運動の上での歴史的な意義は認められているものの、純粋な文学作品としての価値はあまり評価されていない。
2つの世界大戦の間に、新しい詩人や小説家が執筆した。カロチャイ・カルマンやハインリッヒ・ロイケンなどが、若い言語であるエスペラントの中に初めて顕著な文学的価値を持つ作品を送り出した、と評価された。
20世紀後半のエスペラント原作の作家としてはクロード・ピロンやノーベル文学賞の候補になったことがあるウィリアム・オールドなどが著名である。
エスペラントには点字の文学作品がある。ロシアの盲目のエスペランティスト、ヴァスィリー・エロシェンコは1910年代から20年代にかけて日本や中国において点字で著作したり、北京大学で教壇に立ったりした。
これまでに25,000以上の本が出版され、最も大きいエスペラントの組織世界エスペラント協会のカタログには4000以上の本が載っている。
世界的なエスペラントの雑誌としてはMonatoなどがある。

## 主なエスペラント作家
- アントニ・グラボフスキ
- いとうかんじ (ルドヴィキート)
- ウィリアム・オールド
- カジミエシュ・バイン (カーベ)
- カロチャイ・カルマン
- クロード・ピロン
- テオドロ・シュヴァルツ
- ホルヘ・カマチョ
- マウロ・ネルヴィ
- 宮本正男